# Pacific Tri-Nations
Il Pacific Tri-Nations è stata una competizione di rugby a 15 alla quale hanno partecipato le nazionali di Tonga, Figi e Samoa. La competizione inaugurale, tenutasi nel 1982, è stata vinta dalle Samoa. Dal 2006 la competizione è stata rimpiazzata dall'IRB Pacific 5 Nations, successivamente noto come IRB Pacific Nations Cup.
Tra il 1993 e il 1995 i vincitori del torneo venivano ammessi a partecipare all'edizione del Super 10 dell'anno successivo insieme ad altre squadre provenienti da Australia, Nuova Zelanda e Sudafrica.
Nel 2000, per la prima volta, il torneo è stato composto da una serie di partite casalinghe e in trasferta ricalcando il Sei Nazioni e il Tri Nations.
Nel 2003, quella che dovrebbe essere la 22ª edizione del torneo, non viene disputata a causa della concomitanza con la Coppa del Mondo di rugby.
L'edizione del 2005 del Pacific Tri-Nations, vinta dalle Samoa, è servita per determinare le partecipanti alla Coppa del Mondo di rugby 2007. Samoa e Figi, seconda classificata, si sono qualificate automaticamente, mentre Tonga è stata relegata a una fase di spareggio.
Nel 2006 si è disputata una edizione femminile del Pacific Tri-Nations vinta dalle Samoa.

## Albo d’oro
| Anno | Vincitore         |
| ---- | ----------------- |
| 1982 | Samoa Occidentali |
| 1983 | Figi              |
| 1984 | Tonga             |
| 1985 | Figi              |
| 1986 | Figi              |
| 1987 | Samoa Occidentali |
| 1988 | Samoa Occidentali |
| 1989 | Samoa Occidentali |
| 1990 | Tonga             |
| 1991 | Samoa Occidentali |
| 1992 | Samoa Occidentali |
| 1993 | Samoa Occidentali |
| 1994 | Tonga             |
| 1995 | Figi              |
| 1996 | Figi              |
| 1997 | Samoa Occidentali |
| 1998 | Figi              |
| 1999 | Figi              |
| 2000 | Samoa             |
| 2001 | Samoa             |
| 2002 | Figi              |
| 2003 | N/D               |
| 2004 | Figi              |
| 2005 | Samoa             |